# Inagawa
Inagawa (japanska: 猪名川町?, Inagawa-chō) är en landskommun (köping) i Hyōgo prefektur i Japan.  
1978 fick kommunen järnväg till Nissei-chūō i den södra delen av kommunen, som har utvecklats till en förort till Osaka. 